# House 4
Pour les articles homonymes, voir House.
Pour plus de détails, voir Fiche technique et Distribution.
House 4 est un film américain réalisé par Lewis Abernathy, sorti en DTV en 1992.
Il s'agit du quatrième film de la saga House, le seul à ne pas avoir bénéficié d'une sortie au cinéma.

## Synopsis
Après un terrible accident de voiture, qui a coûté la vie à son mari et laissé sa fille paralysée, Kelly s'installe, loin de tout, dans le vieux manoir familial. Une décision qui déplait à son demi-frère, bien décidé à vendre la demeure. Le manoir semble hanté, et Kelly découvre qu'il a été construit sur une source indienne sacrée. Bientôt les forces du mal se déchaînent…

## Fiche technique
- Titre : House 4
- Réalisation : Lewis Abernathy
- Scénario : Geof Miller, Deirdre Higgins, Jim Wynorski et R.J. Robertson
- Musique : Harry Manfredini
- Photographie : James Mathers
- Montage : Seth Gaven
- Production : Sean S. Cunningham
- Sociétés de production : New Line Cinema & Sean S. Cunningham Films
- Société de distribution : New Line Home Video
- Pays :  États-Unis
- Langue : Anglais
- Format : Couleur - Ultra Stereo - 35 mm - 1.85:1
- Genre : Fantastique, Drame
- Durée : 94 min
- Dates de sortie :
  -  États-Unis : 29 janvier 1992

## Distribution
- Terri Treas (VF : Pauline Larrieu) : Kelly Cobb
- Melissa Clayton (VF : Sylvie Jacob) : Laurel Cobb
- Scott Burkholder (VF : Michel Mella) : Burke
- William Katt (VF : Hervé Jolly) : Roger Cobb
- Denny Dillon (VF : Dany Laurent) : Verna Klump
- Ned Romero (VF : Georges Atlas) : Ezra
- Dabbs Greer (VF : Henri Labussière) : le père de Kelly
- Ned Bellamy : Lee
- John Santucci (VF : Jacques Richard) : Charles
- Mark Gash (VF : Alain Flick) : M. Grosso
- Paul Keith (VF : Jean-Pierre Leroux) : le plombier
- Annie O'Donnell (VF : Danièle Hazan) : l'infirmière
- Kevin Goetz : l'homme à Pizza

## Autour du film
Plusieurs incohérences émaillent ce quatrième volet par rapport au premier, puisqu'il est le seul à avoir une continuité dans la saga :
- Dans le premier volet, Roger Cobb (William Katt) a hérité de la vieille maison de sa défunte tante. Ici, c'est celle de son père.
- Toujours dans le premier volet, Roger est uni à Sandy Sinclair (Kay Lenz) alors qu'il se retrouve marié à Kelly Cobb (Terri Treas) dans celui-ci. Pareil pour son enfant. Il a un fils dans le premier épisode et une fille dans le quatrième. Tout ceci, sans aucune explication.
Laurel Cobb (Melissa Clayton) est censée avoir 12 ans dans le film alors qu'elle en avait déjà 18.